# تيفاني لين رووي
تيفاني لين رووي (بالإنجليزية: Tiffany Lynn Rowe)‏ هي عارضة وممثلة أمريكية، ولدت في 29 مايو 1979 في بالتيمور في الولايات المتحدة.

## وصلات خارجية
- تيفاني لين رووي على موقع IMDb (الإنجليزية)
- تيفاني لين رووي على موقع قاعدة بيانات الفيلم (الإنجليزية)